# Onthophagus zebu
Onthophagus zebu là một loài bọ cánh cứng trong họ Bọ hung (Scarabaeidae).